# Rasmus Viberg
Rasmus Viberg, född 2 april 1990, är en svensk sångare, låtskrivare och skivproducent.

## Biografi
Efter skolan gick Viberg en utbildning på Furuboda musiklinje i Malmö. Sedan dess har han varit med och bildat flera band eller varit en del av dem: 
- Oldschool (2007 - 2009) mest känd för sin låt The Drug, som även fanns med på samlingsskivan Burn All The Small Towns, Vol. 1. (Panic & Action Records / Junkyard Entertainment).[1]
- Anton Essinger Blues Band (2010 - 2011)
- Dinner For Dinosaurs (2011 - 2012) som 2011 släppte ep:n Jurassic Funk[2]
- Hurricane Love (2012 - 2015) Bandet genomförde mer än 100 livekonserter, turnerade bl. a. i Finland, England och framför allt Tyskland, där de gjorde en utförlig turné i augusti 2013.

Den 5 februari 2011 ställde han upp i Melodifestivalen i Luleå med bidraget Social Butterfly som dock inte nådde finalen. Låten skrevs av Amir Aly och Henrik Wikstrom. Viberg, Aly och Wikstrom släppte även ett album ihop där de tre kallade sig för Trigono senare, men det blev bara en engångsgrej.
Sedan 2016 spelar Viberg i bandet MOMENT, där han spelar ihop med Joel Strömgren och Jacob Lindvall. De har släppt fem singlar hittills och fick ett skivkontrakt med Warner Music Sweden hösten 2016. Den 13 oktober 2017 släpptes den nya singeln The River, en låt som bandet skrev till Volvo. I december 2017 blev MOMENT nominerade som årets grupp av Scandipop.co.uk. Lindvall lämnade MOMENT 2018, sedan dess fortsätter Viberg och Strömgren som duo.
Viberg meddelade i januari 2018 att han startat ett sidoprojekt som soloartist under namnet Next To Neon. Första singeln Looking At You gavs ut i början av mars 2018.

## Diskografi

### Solo
- 2011: Social Butterfly (Singel, Capitol/UMG)

### Med Trigono
- 2014: Lost In Sound (Album, Addictive Tracks)

### Som Dinner With Dinosaurs
- 2011: Jurassic Funk (EP, Record Union)

### Med Hurricane Love
- 2014: Nowhere To Go (Singel, Playground Music Scandinavia)
- 2015: Hurricane Love (EP, Playground Music Scandinavia)
- 2015: The Acoustic Live Session (EP, Playground Music Scandinavia)

### Med MOMENT
- 2016: No Matter Where We Are (Singel, TMB Records)
- 2016: Sorry For You (Singel, TMB Records)
- 2017: Indigo (Singel, Parlophone / Warner Music Sweden)
- 2017: All This Time (Singel, Parlophone / Warner Music Sweden)
- 2017: The River (Singel, TMB Records / Warner Music Sweden)
- 2019: Shut Up (Singel, TMB Records)
- 2019: Beat Again (Singel, TMB Records)
- 2019: Ophelia (Singel, TMB Records)

### Som NEXT TO NEON
- 2018: Looking At You (Singel, TMB Records)
- 2018: Fashion (Singel, TMB Records)
- 2018: Fool (ALIUS feat. NTN) (Singel, Ocean Music Group)
- 2018: D.R.I.V.E. (Singel, Ocean Music Group)
- 2019: Dance With You (iamsimon feat. NTN) (Singel, Ocean Music Group)
- 2019: Real Love (Asher feat. NTN) (Singel, Ocean Music Group)
- 2019: Until We Die (Wateva feat. NTN) (Singel, Future House Music)
- 2019: Young And Stupid (Singel, Ocean Music Group)

#### Övriga inspelningar
- 2009: The Drug - Oldschool
- 2013: Old Boots - Amir Aly, Henrik Wikstrom & Rasmus Viberg
- 2015: Colorful Brightness - Saint Jin & Rasmus Viberg
- 2015: Morning Sun - Corey James, Joakim Molitor
- 2017: Losin' Myself - Savi feat. Ida da Silva
- 2018: Fucktool (VUD feat. Rufus Christmas (=Rasmus Viberg)
- 2019: You And I (Wahlstedt feat. Next To Neon)
- 2019: Messed Up (iamsimon feat. Rasmus Viberg) (Singel, Ocean Music Group)

## Utmärkelser och priser
Emergenza Festival vinnare 12 augusti 2012, Rothenburg ob der Tauber, Tyskland (med Hurricane Love).

### Fotnoter
1. ↑  ”Various - Burn All The Small Towns” (på engelska). Discogs. https://www.discogs.com/Various-Burn-All-The-Small-Towns/release/3392455. Läst 6 september 2017.
2. ↑  ”Rasmus Viberg becomes Dinner For Dinosaurs”. swedishstereo.blogspot.de. http://swedishstereo.blogspot.de/2011/12/rasmus-viberg-becomes-dinner-for.html. Läst 8 september 2017.
3. ↑  ”8 more names for Melodifestivalen 2011” (på brittisk engelska). EuroVisionary. 19 oktober 2010. https://www.eurovisionary.com/eurovision-news/8-more-names-melodifestivalen-2011. Läst 6 september 2017.
4. ↑  ”MOMENT | The Music Box”. www.themusicbox.se. Arkiverad från originalet den 4 september 2017. https://web.archive.org/web/20170904063304/http://www.themusicbox.se/moment/. Läst 6 september 2017.
5. ↑  ”Musikindustrin – MUSIKBOLAG Moment i avtal med Warner/Parlophone”. http://www.musikindustrin.se/2016/12/20/musikbolag-moment-i-avtal-med-warnerparlophone/. Läst 6 september 2017.
6. ↑  ”The 2018 Scandipop Awards: The Nominations. Voting Open! » Scandipop.co.uk” (på amerikansk engelska). Scandipop.co.uk. 21 december 2017. Arkiverad från originalet den 26 december 2017. https://web.archive.org/web/20171226020929/https://www.scandipop.co.uk/2018-scandipop-awards-nominations-voting-open/. Läst 25 december 2017.
7. ↑  ”INTRODUCING: Next To Neon - 'Looking At You' » Scandipop.co.uk” (på amerikansk engelska). Scandipop.co.uk. 2 mars 2018. https://www.scandipop.co.uk/introducing-next-neon-looking/. Läst 6 mars 2018.
8. ↑  ”17.Taubertal Festival – Tag 3 | Chocolate Music” (på tyska). chocolate-music.com. Arkiverad från originalet den 13 november 2016. https://web.archive.org/web/20161113190217/http://chocolate-music.com/musik/festivals/17-taubertal-festival-tag-3/. Läst 6 september 2017.